# Operazione Rösselsprung
Operazione Rösselsprung (in italiano "movimento del cavallo", in riferimento alla mossa degli scacchi)  era il nome in codice assegnato dalla Wehrmacht tedesca ad un'operazione militare del maggio del 1944, durante la seconda guerra mondiale sul fronte jugoslavo.
L'operazione prevedeva un audace lancio di truppe aviotrasportate direttamente sul comando supremo dei partigiani jugoslavi a Drvar per catturare o uccidere Josip Broz Tito. L'operazione è conosciuta anche come il "raid su Drvar", mentre la storiografia jugoslava la denomina "settima offensiva nemica", in serbo Sedma neprijateljska ofenziva.
L'operazione fu intralciata dalla mancanza di informazioni precise sulla reale ubicazione del quartier generale di Tito, ma colse completamente di sorpresa i partigiani jugoslavi e i paracadutisti tedeschi arrivarono molto vicini a catturare o uccidere il capo della resistenza; alla fine grazie alla disperata difesa di alcuni reparti partigiani frettolosamente radunati e all'arrivo delle riserve, Tito poté sfuggire dalla trappola. I tedeschi occuparono Drvar ma subirono pesanti perdite e mancarono il loro obiettivo strategico.

## Jugoslavia 1944
All'inizio del 1944 la situazione della Wehrmacht in Jugoslavia era divenuta più difficile; a causa dell'evoluzione disastrosa della guerra sugli altri fronti, il comandante in capo tedesco nei Balcani, feldmaresciallo Maximilian von Weichs, doveva mantenere i suoi compiti di occupazione con forze ridotte; inoltre i partigiani jugoslavi dell'Esercito Popolare di Liberazione erano sempre più numerosi, meglio equipaggiati e pericolosi. Dopo il sostanziale fallimento delle ultime offensive tedesche dell'estate e dell'autunno 1943, operazione Schwarz e operazione Kugelblitz, era sempre più evidente che l'obiettivo di annientare militarmente tutte le forze della resistenza era ormai difficilmente raggiungibile.
Divenne quindi fondamentale per l'Alto Comando tedesco, ricercare la vittoria nel teatro e la disgregazione delle forze partigiane, attraverso un attacco diretto alle strutture di comando centrale e ai capi della resistenza jugoslava; in particolare l'obiettivo dei piani tedeschi divenne direttamente l'individuazione del quartier generale nemico e la cattura, vivo o morto, di Josip Broz Tito, il famoso e capace comandante supremo dei partigiani.

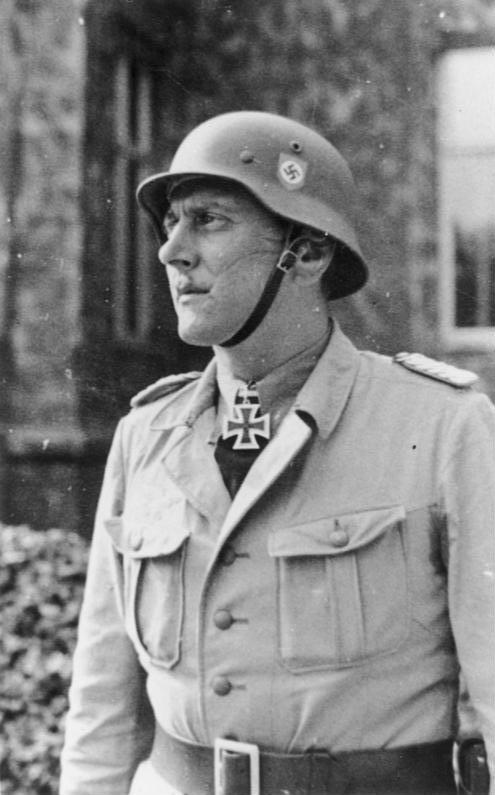
Lo Sturmbannführer Otto Skorzeny aveva correttamente individuato il rifugio di Tito ma non venne coinvolto nell'operazione e le sue informazioni vennero trascurate.

L'azione tedesca venne intralciata fin dall'inizio dall'inefficienza e dalla rivalità tra le numerose strutture della Wehrmacht interessate alla raccolta di informazioni sul nemico; il Gruppo d'armate F disponeva del FAK 201 (Frontaufklärungskommando 201), suddiviso in dieci FAT (Frontaufklärungstruppe) che alle dipendenze dell'Abwehr dell'esercito controllava nuclei di spie e comunicava le notizie raccolte all'ufficiale addetto alle informazioni del gruppo d'armate, la formazione più direttamente interessata era la FAT 176. Queste unità non erano molto efficaci ma i tedeschi potevano contare anche sulle operazioni delle formazioni speciali Brandenburg; un distaccamento di questo reparto al comando del tenente Kirchner entrò in contatto con collaborazionisti cetnici e apprese nel novembre 1943 che Tito era a Jajce.

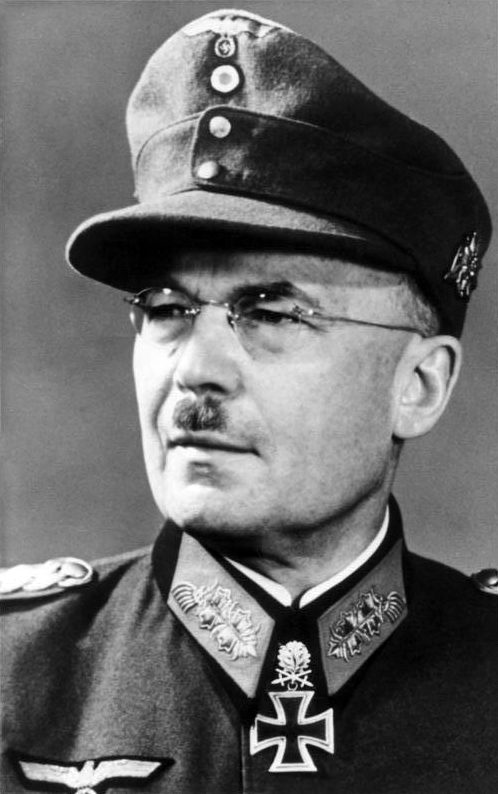
Il generale Lothar Rendulic respinse le proposte di Otto Skorzeny e proseguì nei piani di attacco aviotrasportato.

Alcuni piani fantasiosi per infiltrare elementi del Brandeburg travestiti da partigiani e per inviare lettere esplosive a Tito vennero rapidamente messe da parte dai comandi tedeschi mentre continuava la raccolta di informazioni; l'unità Wildschutz del maggiore Benesch, formata con membri del Brandenburg, riuscì nel febbraio 1944 a individuare la nuova base di Tito e dei capi partigiani a Drvar in Bosnia. Queste informazioni furono confermate dalle intercettazioni delle comunicazioni radio da parte di un distaccamento speciale al comando del capitano Wollney che poté anche sfruttare le emissioni delle ricetrasmittenti della missione britannica che comunicava direttamente con le altre squadre di collegamento alleate sul territorio. Dal 24 marzo 1944 l'alto comando tedesco poté avere la conferma che Tito e il comando supremo si trovavano a Drvar.
Nel frattempo era entrato in scena anche l'ufficiale delle SS Otto Skorzeny, divenuto famoso per la sua partecipazione all'azione aviotrasportata che aveva condotto alla liberazione di Mussolini dalla prigione sul Gran Sasso nel settembre 1943; l'ambizioso ufficiale, assegnato al comando del dipartimento speciale delle SS, era impegnato a infiltrare suoi agenti nei Balcani in concorrenza con l'Abwehr e i reparti Brandenburg. Ad aprile 1944 Adolf Hitler assegnò personalmente a Skorzeny la missione di catturare o uccidere Tito, e l'ufficiale si recò a Zagabria e iniziò operazioni di pattugliamento in Bosnia alla ricerca di informazioni. Attraverso la confessione di un partigiano disertore, Skorzeny apprese che il comandante supremo jugoslavo si sarebbe trovato a Drvar, nascosto in una grotta sopra la città e sotto la protezione di ingenti forze partigiane. Skorzeny ritenne, sulla base di queste informazioni, che un attacco in forze fosse inattuabile e propose al generale Lothar Rendulic, comandante operativo delle forze tedesche in Jugoslavia, di organizzare l'incursione di un piccolo nucleo di soldati travestiti di cui egli si dichiarava disponibile ad assumere il comando, ma la sua proposta venne respinta dall'alto ufficiale tedesco che affermò che erano già allo studio piani per un assalto con unità di paracadutisti al quartier generale nemico.
Skorzeny venne quindi escluso dalla pianificazione e dall'organizzazione della missione; sembra inoltre che le informazioni di cui disponeva non siano state prese in considerazione dal comando tedesco; il servizio informazioni del generale Rendulic, incaricato di individuare con precisione il luogo dove si sarebbe trovato Tito a Drvar, non riuscì ad avere notizie precise e non evidenziò la possibilità che il capo partigiano fosse rifugiato nella grotta scavata nella parte rocciosa sopra la cittadina.

## Piani e preparativi tedeschi
Nella prima settimana di maggio il feldmaresciallo von Weichs diede le disposizioni operative definitive al generale Rendulic per l'attacco all'area partigiana compresa tra Bihać e Jajce, con il concorso di un battaglione paracadutisti delle Waffen-SS che avrebbe sferrato l'attacco di sorpresa a Drvar contro il quartier generale partigiano. Il generale Rendulic avrebbe impiegato nell'operazione, denominata in codice Rösselsprung ("movimento del cavallo"), oltre al battaglione paracadutisti SS, anche elementi della 7. SS-Freiwilligen-Gebirgs-Division "Prinz Eugen", della 1ª Divisione da montagna, della divisione Brandenburg e della 373ª Divisione croata. Tutte le truppe tedesche sarebbero state raggruppate sotto il comando del XV corpo d'armata da montagna del generale Ernst von Leyser.
Il SS-Fallschirmjäger-Bataillon 500, la formazione di paracadutisti assegnata all'operazione Rösselsprung, era stato costituito il 6 settembre 1943 a Chlum, vicino a Praga, e il 6 aprile 1944 il capitano (Hauptsturmführer) Kurt Rybka aveva assunto il comando di questo reparto delle Waffen-SS, specificatamente organizzato per missioni speciali particolarmente rischiose e difficili.

## Le forze partigiane a Drvar
Il quartier generale partigiano si trovava nelle colline presso Drvar. Erano presenti anche i rappresentanti degli Alleati, gli inglesi Randolph Churchill, figlio dell'allora Primo Ministro britannico Winston Churchill, ed Evelyn Waugh, noto scrittore inglese, in qualità di osservatori.
Per di più i partigiani di Tito avevano ricevuto notizia dal Servizio Informazioni britannico che i tedeschi avrebbero lanciato un'offensiva nei giorni vicini al compleanno di Tito, anche se non sapevano che questa sarebbe avvenuta con truppe aviotrasportate. A parte questo, gli ordini che le unità partigiane ricevettero 48 ore prima che iniziasse l'incursione nemica furono di bloccare tutte le strade che conducevano dalle città di Bosanski Petrovac e Kljuc a Drvar e rallentare tutti i movimenti delle truppe tedesche in quell'area.
Intere brigate partigiane e divisioni furono riposizionate dalle aree a nord-ovest di Krajina e spostate a Kljuc e Bosanski Petrovac. Alcune di queste furono anche posizionate a sud di Drvar. D'altro canto, al momento in cui iniziò l'attacco, solo una compagnia del battaglione di partigiani della scorta di Tito era schierato a difesa del suo rifugio e nella città vicina erano stanziati solo 100 partigiani.

## L'operazione
Le truppe del battaglione paracadutisti delle Waffen-SS combatterono per raggiungere il rifugio di Tito e scambiando colpi d'artiglieria pesante provocarono numerose perdite tra le file partigiane, subendone a loro volta. Curiosamente, anche i combattenti cetnici al comando di Draža Mihailović parteciparono allo scontro a fuoco nel loro tentativo di catturare Tito.
In un primo momento la situazione di Tito e dei suoi compagni bloccati dentro la grotta, sembrò disperata; i paracadutisti tedeschi si avvicinavano e tenevano sotto tiro l'ingresso del rifugio. Tito rifiutò ripetutamente di uscire dalla grotta per tentare una sortita o combattere e preferì rimanere dentro nonostante le ripetute esortazioni di Aleksandar Ranković e Sreten Žujović; all'interno del rifugio la segretaria e compagna del capo partigiano, Davorjanka Paunović "Zdenka", presa dal panico, diede segni di cedimento e isteria.

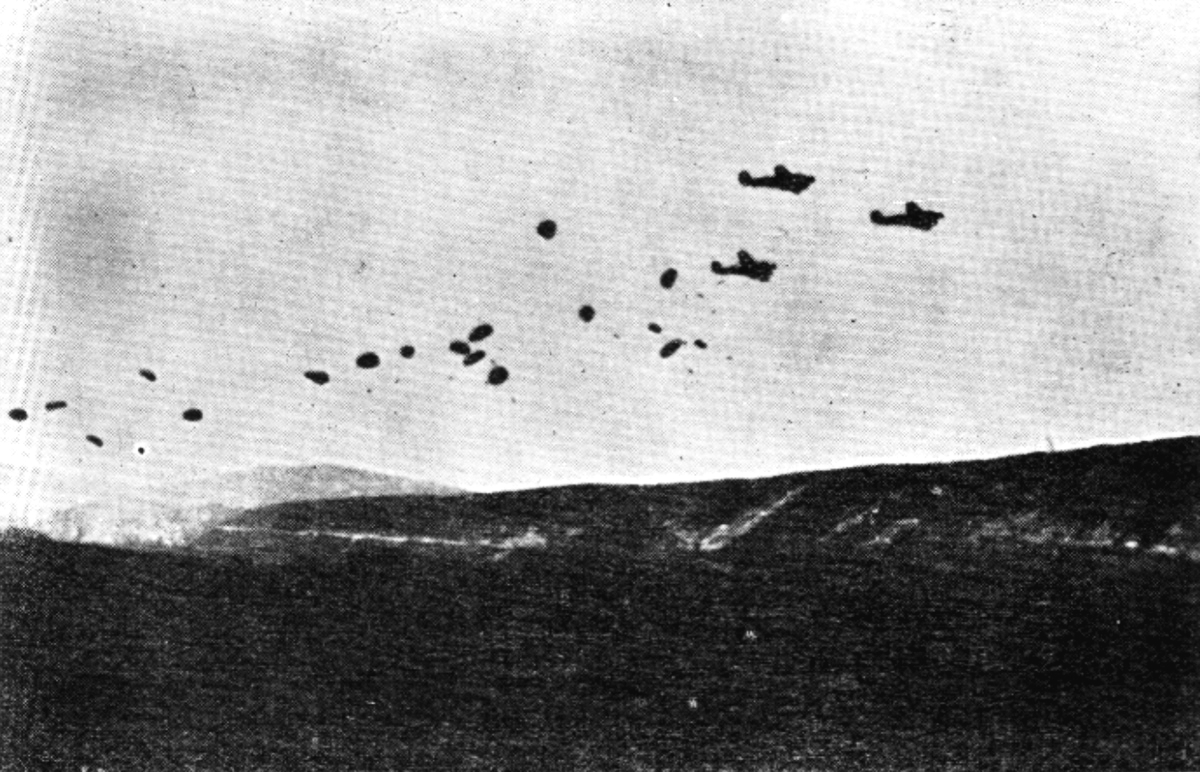
Il lancio dei paracadutisti tedeschi a Drvar.

Gli studenti-partigiani disarmati della Scuola Partigiana per Ufficiali, una sessantina circa, armatisi con le armi tolte ai tedeschi caduti, diedero corso ad un accanito combattimento, prevenendo così attacchi ai fianchi da parte dei paracadutisti tedeschi, il che si dimostrò essenziale per la difesa degli ospiti stranieri di Tito, dando loro il tempo di fuggire.
Quando i tedeschi arrivarono al rifugio non trovarono Tito, fuggito verso la città di Jajce con i suoi più stretti collaboratori a bordo di un treno, in precedenza preparato in caso di necessità; l'unica cosa che riuscirono a prendere fu la divisa di Tito, che venne mostrata in seguito a Vienna. Dopo alcuni combattimenti presso il cimitero della città, i tedeschi si ricongiunsero con le truppe schierate fra le montagne. Intanto Tito, gli osservatori inglesi e i partigiani superstiti si imbarcarono sul cacciatorpediniere della marina britannica HMS Blackmore.
Le perdite tedesche assommarono a 213 morti, 881 feriti e 51 dispersi. Secondo i rapporti tedeschi, le perdite partigiane furono 6 000; d'altra parte i partigiani non confermarono tali perdite, sostenendo di aver subìto 500 morti e 1 000 feriti, dovuti in gran parte ai pesanti bombardamenti della Luftwaffe. Inoltre i rapporti partigiani parlano di 2 000 vittime civili assassinate dai tedeschi nei dintorni della città di Drvar.